# Stanisławów-Młyn
Stanisławów-Młyn – osada w Polsce położona w województwie mazowieckim, w powiecie radomskim, w gminie Iłża.
W latach 1975–1998 miejscowość administracyjnie należała do województwa radomskiego.
Wierni Kościoła rzymskokatolickiego należą do parafii św. Jakuba Apostoła w Skaryszewie.